# Tuvalus flagga
Tuvalus flagga antogs den 1 oktober 1978, i samband med landets självständighet. Den är ljusblå med unionsflaggan i övre vänstra hörnet och nio gula, femuddiga stjärnor till höger. Stjärnorna symboliserar de nio öar som Tuvalu består av. Stjärnornas placering motsvarar öarnas inbördes lägen. Proportionerna är 1:2, dubbelt så bred som den är hög.

## Historik
Tuvalu bröts loss ur den tidigare brittiska besittningen Gilbert och Elliceöarna 1976 och fick den 3 december en ny flagga som bestod av den brittiska Blue Ensign och Tuvalus statsvapen. Denna flagga ersattes av dagens flagga i samband med självständigheten 1 oktober 1978.
1995 svepte en våg av antibrittiska känslor över öarna och flaggan byttes ut mot en liknande där Union Jack ersatts med statsvapnet. Den gamla flaggan återinfördes dock 1997 efter en regeringsombildning. Nationsflaggan är identisk med handelsflaggan.

### Tidigare flaggor

Tuvalus flagga 1976-1978
Flaggan 1996–1997